# Закатати в асфальт
«Закатати в асфальт» (англ. Dragged Across Concrete) — американський неонуарний кримінальний трилер 2018 року за сценарієм і режисурою С. Крейґ Залер. У фільмі знялися Мел Ґібсон, Вінс Вон, Торі Кіттлз, Майкл Джей Вайт, Дженніфер Карпентер, Лорі Голден, Фред Меламед, Удо Кір, Томас Кречманн і Дон Джонсон. Його прем'єра відбулася на 75-му Венеціанському міжнародному кінофестивалі 3 вересня 2018 року.

## Сюжет
У місті Бульварк, нещодавно умовно-достроково звільнений Генрі повертається додому, перериваючи свою матір із клієнтом. Покаравши її за проституцію, Генрі возз’єднується зі своїм молодшим братом Ітаном.
Через три тижні поліцейські детективи Бретт Ріджмен та Ентоні Лурасетті здійснили обшук в будинок Васкеза, відомого наркоторговця. Ріджман надмірно грубий з підозрюваним і змушує подругу Васкеса показати речовий мішок з грошима та наркотиками. Арешт вдався, але детективів викликають до свого начальника, головного лейтенанта Калверта. Пояснюючи, що в ЗМІ було опубліковано відео, на якому Ріджман затримує Васкеса, Калверт змушений відсторонити обох детективів на шість тижнів без оплати.
Дочка Ріджмана Сара постійно зазнає переслідувань, а його дружина Мелані, колишня поліцейська з розсіяним склерозом, благає переїхати у безпечніший район. Лурасетті так само відчайдушно потребує грошей і планує зробити пропозицію своїй дівчині Деніз. За інформацією від Фрідріха, багатого бізнесмена з кримінальними зв’язками, Ріджман наймає Лурасетті, щоб він допоміг йому стежити та пограбувати таємничого Лоренца Фоґельмана. Купивши обручку, Лурасетті затягує, щоб зробити пропозицію Деніз, не впевнений, чи зможе він продовжити план Ріджмана.
Генрі та його друг дитинства Бісквіт найнятий Фоґельманном, чиї соратники в масках – один у чорних рукавичках, інший у сірих – вчинили серію пограбувань, щоб придбати індивідуальний куленепробивний фургон з безповітряними шинами. Співробітниця банку Келлі Саммер намагається залишити свого новонародженого сина, повертаючись на роботу вперше після відпустки у зв'язку з вагітністю. Фоґельманн, Чорні Рукавички та Сірі Рукавички беруть банк у заручники, а Бісквіт і Генрі переодягнені охоронцями у фургоні. Користуючись методичними інструкціями, записаними на плівку, Фоґельманн вимагає від банку золоті злитки. Келлі, побоюючись за своє життя, отримує кулю, намагаючись перешкодити колезі повідомити поліцію електронною поштою. Потім її страчують у порядку, коли вона вмирає і благає.
Слідуючи за фургоном, Ріджман і Лурасетті розуміють, що Фоґельманн грабує банк. Злодії тікають зі злитками та заручницею Шеріл, каструвавши керівника банку. Не вдоволені Фоґельманном і жорстокістю його поплічників, Бісквіт і Генрі змушені здати зброю. Розуміючи, що їх можуть убити, Генрі відволікає Бісквіт спогадами про їхнє дитинство і вирішує не розкривати, що за ними слідкують детективи.
Лурасетті дізнається, що під час пограбування було вбито п’ять людей, а злодії взяли заручників. Він дорікає Ріджмену за те, що він не втрутився раніше і не повідомив поліцію, але Ріджмен стверджує, що правоохоронні органи будуть надто пізно, і тільки вони двоє можуть впоратися зі злодіями. Лурасетті вирішує не відкладати свою пропозицію одружитися зі своєю дівчиною Деніз і залишає їй голосове повідомлення, яке спрямовує її до обручки. Він стверджує, що вони обидва практичні люди, і вона не піде на велику пропозицію.
Прибувши до гаража в сільській місцевості, Бісквіт вистрибує з фургона та отримує кулю, а Генрі ранить Сірі рукавички із захованого пістолета. Смертельно поранений Бісквіт ковтає ключ від фургона, говорячи Генрі піклуватися про його матір, він гине від пострілу. Ріджмен і Лурасетті прибувають, одягаючи бронежилети й балістичні маски. Шеріл відправляють затягнути тіло Бісквіта у фургон, а Лурасетті, армійський стрілець, не може вивести фургон з ладу своєю снайперською гвинтівкою через безповітряні шини. Чорні рукавички вирізає ключ із живота Бісквіта, але Ріджмен таранить фургон, збиваючи його.
Погрожувана Фоґельманном напівгола Шеріл, здається, втікаючи з фургона. Лурасетті намагається відвести її в безпечне місце, но  наблизившись Лурасетті, вона втискає пістолет у його бронежилет і вистрілює кілька разів. Ріджмен страчує Шеріл, але не раніше, ніж вона смертельно ранивши Лурасетті. Потім Ріджмен швидко вбиває Чорні рукавички, коли той виходить із фургона. Ріджман передає вмираючому Лурасетті телефон, і він слухає голосову пошту від Деніз, яка відхиляє його пропозицію. Ріджмен наповнює фургон сльозогінним газом і вбиває Сірі рукавички, коли той здався. Перш ніж він встигає підпалити фургон, Генрі робить попереджувальний постріл і наполягає на збереженні цінного вмісту фургона. Ріджман забирається на фургон і вбиває Фоґельмана, перш ніж той встигне вистрілити в нього через висувну щілину. Генрі стріляє Ріджмену в ногу і заявляє, що він записав весь інцидент на свій мобільний телефон і розпізнає Ріджмена як детектива. Роззброюючи Генрі, Ріджмен пропонує розділити золоті злитки.
Буксируючи автомобіль Лурасетті з місця події, Генрі знаходить ще одну заховану зброю. Коли вони досягають місця сміттєзвалища, Ріджмен витягує прихований шматок і тримає Генрі під прицілом, вимагаючи стерти відео з мобільного телефону. Метаючись взад-вперед, Генрі витягує власну зброю і смертельно ранить Ріджмена, сердито дорікаючи Ріджмена за те, що він не повірив йому на слово. Генрі погоджується поховати Лурасетті та каже Ріджмену, що про його сім'ю подбає, Генрі ховає всі тіла. Він обіцяє Бісквіту, що повернеться пізніше і поховає його належним чином.
Через одинадцять місяців Генрі живе в розкішному особняку зі своєю матір’ю та братом. Він посилає Мелані й Сарі посилку, адресовану їм від Ріджмана, що містить частку золотих злитків.

## У ролях
- Мел Ґібсон — детектив Бретт Ріджман
- Вінс Вон — детектив Ентоні Лурасетті
- Торі Кіттлз — Генрі Джонс
- Майкл Джей Вайт — «Бісквіт»
- Дженніфер Карпентер — Келлі Саммер
- Лорі Голден — Мелані Ріджман
- Фред Меламед — містер Едмінґтон
- Удо Кір — Фрідріх
- Теттіавна Джонс — Деніз
- Джастін Воррінґтон — Шеріл
- Джордин Ешлі Олсон — Сара Ріджман
- Ліаннет Борреґо — Розалінда
- Майлз Труїтт — Ітан Джонс
- Ванесса Белл Келловей — Дженніфер Джонс
- Ноель Ґ. — Васкез
- Прімо Аллон — Чорні рукавички
- Метью МакКолл — Сірі рукавички
- Томас Кречманн — Лоренц Фогельманн
- Дон Джонсон — старший лейтенант Калверт
- Річард Ньюман — Файнбаум

## Виробництво
1 лютого 2017 року С. Крейґ Залер підписав контракт на режисуру фільму за власним сценарієм. У фільмі про жорстокість поліції, зніматимуться Мел Ґібсон та Вінс Вон, які раніше разом працювали у фільмі 2016 року «З міркувань совісті». Кіт К’ярвал з Unified Pictures продюсуватиме фільм разом із Залером і Далласом Соньєром із Cinestate, Джеком Геллером з Assemble Media та Сефтоном Фінчамом із Look to the Sky Films за фінансуванням Unified Film Fund Kjarval. У травні 2017 року Lionsgate придбала права на розповсюдження фільму в США і випустить його через свою дочірню компанію Summit Entertainment. Основні знімання фільму почалися 17 липня 2017 року у Ванкувері.